# Weinberger (Familienname)
Weinberger ist ein deutscher Familienname.

## Herkunft und Bedeutung
Weinberger ist ein Wohnstättenname und bezieht sich auf Personen, die an einem Weinberg wohnen.

## Namensträger
- Adolf Weinberger (1892–1967), deutscher Unternehmer
- Anton Weinberger (1843–1912), deutscher Maler
- Armin Weinberger (* 1973), deutscher Bildungswissenschaftler
- Barbara Weinberger (* 1955), deutsche Goldschmiedin und Steinschleiferin
- Berndt Weinberger (1904–1957), deutscher Generalmajor der Kasernierten Volkspolizei
- Bernhard Weinberger (* 1966), österreichischer Architekt
- Bruno Weinberger (1920–2012), deutscher Verwaltungsjurist
- Caspar Weinberger (1917–2006), US-amerikanischer Politiker
- Charles Weinberger (1861–1939), österreichischer Komponist
- Christian Weinberger (C.C. Weinberger; * 1960), österreichischer Schauspieler
- David Weinberger (* 1950), US-amerikanischer Publizist
- Ed. Weinberger (* 1945), US-amerikanischer Drehbuchautor, Produzent, Regisseur, Schauspieler und Synchronsprecher
- Eliot Weinberger (* 1949), US-amerikanischer Schriftsteller, Übersetzer und Herausgeber
- Ferdinand Weinberger (1896–1981), österreichischer Priester
- Franz Weinberger (* 1955), oberösterreichischer Politiker (ÖVP)
- Franziska Weinberger (* 1953), österreichische Künstlerin und Kunsthistorikerin
- Gabriel Weinberger (1930–2021), österreichischer Ordenspriester, Abt des Stiftes Wilhering
- Gerhard Weinberger (* 1948), deutscher Organist und Hochschullehrer
- Gertrud Weinberger, ungarische Kunsthandwerkerin
- Hannah Weinberger (* 1988), Schweizer Medienkünstlerin
- Hans Weinberger (1898–1976), deutscher Politiker
- Hans F. Weinberger (1928–2017), US-amerikanischer Mathematiker
- Helga Weinberger (* 1953), deutsche Politikerin (CSU), MdL Bayern
- Helmut Weinberger (1932–2023), österreichischer Politiker (SPÖ)
- Hermann Weinberger (1883–1956), österreichischer Kabarettist, siehe Armin Berg
- Hermann Weinberger (1887–1968), deutscher Unternehmer und Firmengründer
- Irene Weinberger (* 1976), Schweizer Biologin
- Jaromír Weinberger (1896–1967), tschechischer Komponist
- Johannes Weinberger (Politiker) (1886–1965), Oberbürgermeister von Nördlingen (1948–1964)
- Johannes Weinberger (1975–2022), österreichischer Schriftsteller
- Josef Weinberger (1855–1928), österreichischer Musikverleger
- Julian Weinberger (* 1985), österreichischer Fußballschiedsrichter
- Karl Weinberger (Bischof) (1582–1625), österreichischer Weihbischof in Breslau
- Karl Weinberger (Bildhauer) (1885–1953), deutscher Bildhauer und Bauplastiker
- Karlheinz Weinberger (1921–2006), Schweizer Fotograf
- Karl Rudolf Michael Weinberger (1861–1939), österreichischer Operettenkomponist, siehe Charles  Weinberger
- Kurt Weinberger (* 1961), österreichischer Versicherungsmanager
- Lois Weinberger (Politiker) (1902–1961), österreichischer Politiker (ÖVP)
- Lois Weinberger (Künstler) (1947–2020), österreichischer Künstler
- Ludwig Weinberger (Lehrer) (1911–1966), österreichischer Lehrer und Quartärforscher
- Ludwig Weinberger, eigentlicher Name von Waluliso (1914–1996), Wiener Stadtoriginal und Friedensaktivist
- Manfred Paul Weinberger (* 1970), österreichischer Trompeter, Musikpädagoge und Komponist
- Mark Weinberger, US-amerikanischer Geschäftsmann
- Martin Weinberger (1893–1965), deutsch-britischer Kunsthistoriker
- Marvin Weinberger (* 1989), österreichischer Fußballspieler
- Maximilian Weinberger (1875–1954), österreichisch-US-amerikanischer Arzt, Internist und NS-Verfolgter
- Mosche Weinberger (1939–1972), israelischer Ringertrainer, siehe Mosche Weinberg
- Nico Weinberger (* 1999), österreichischer Fußballspieler
- Ota Weinberger (1919–2009), tschechischer Rechtsphilosoph und Logiker
- Otto Weinberger (1882–1958), österreichischer Wirtschaftswissenschaftler, Theologe und Hochschullehrer
- Peter Weinberger (Physiker) (* 1943), österreichischer Physiker, Chemiker und Schriftsteller
- Peter J. Weinberger (* 1942), US-amerikanischer Mathematiker und Informatiker
- Richard Weinberger (1871–1935), deutscher Bankier und Kommerzienrat
- Ronald Weinberger (* 1948), österreichischer Astronom und Schriftsteller
- Shmuel Weinberger (* 1963), US-amerikanischer Mathematiker
- Stephan Weinberger (1624–1703), deutscher Geistlicher
- Theodor Weinberger (1840–1894), deutscher Generalmajor
- Thomas Weinberger (* 1964), deutscher Architekt und Fotograf
- Volker Bauernfeind-Weinberger (* 1941), deutscher Maler
- Walter Weinberger (* 1942), deutscher Diplomat
- Wilhelm Weinberger (Philologe) (1866–1932), österreichischer Klassischer Philologe und Paläograf
- Wilhelm Weinberger (1898–1919), Stadtkommandant in München während der Räterepublik